# 프레데리크 몰트케

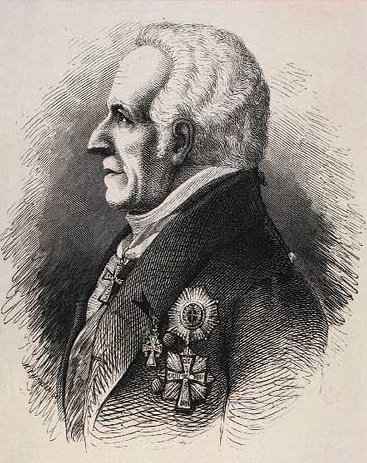
프레데리크 몰트케

프레데리크 몰트케(덴마크어: Frederik Moltke, 1754년 1월 18일 ~ 1836년 7월 4일)는 덴마크의 정치인이다. 1810년부터 1814년까지 덴마크의 총리를 역임했다.